# Сакоркіо
Сакоркіо (груз. საქორქიო) — село в Грузії.
За даними перепису населення 2014 року в селі проживає 20 особи.